# Stapeliinae
Stapeliinae es una subtribu de plantas  perteneciente a la familia Apocynaceae (orden Gentianales).  Esta subtribu tiene los siguientes géneros.

## Géneros
| - Anomalluma - Apteranthes - Australluma - Baynesia - Boucerosia - Brachystelma - Caralluma - Caudanthera - Ceropegia | - Desmidorchis - Duvalia - Duvaliandra - Echidnopsis - Edithcolea - Frerea - Hoodia - Huernia - Larryleachia | - Lavrania - Monolluma - Notechidnopsis - Ophionella - Orbea - Orbeanthus - Pectinaria - Piaranthus - Pseudolithos | - Quaqua - Rhytidocaulon - Richtersveldia - Stapelia - Stapelianthus - Stapeliopsis - Tavaresia - Tridentea - Tromotriche - White-sloanea |